# Hemilamprops latus
Hemilamprops latus är en kräftdjursart som beskrevs av Hale 1946. Hemilamprops latus ingår i släktet Hemilamprops och familjen Lampropidae. Inga underarter finns listade i Catalogue of Life.